# Darband-Höhle

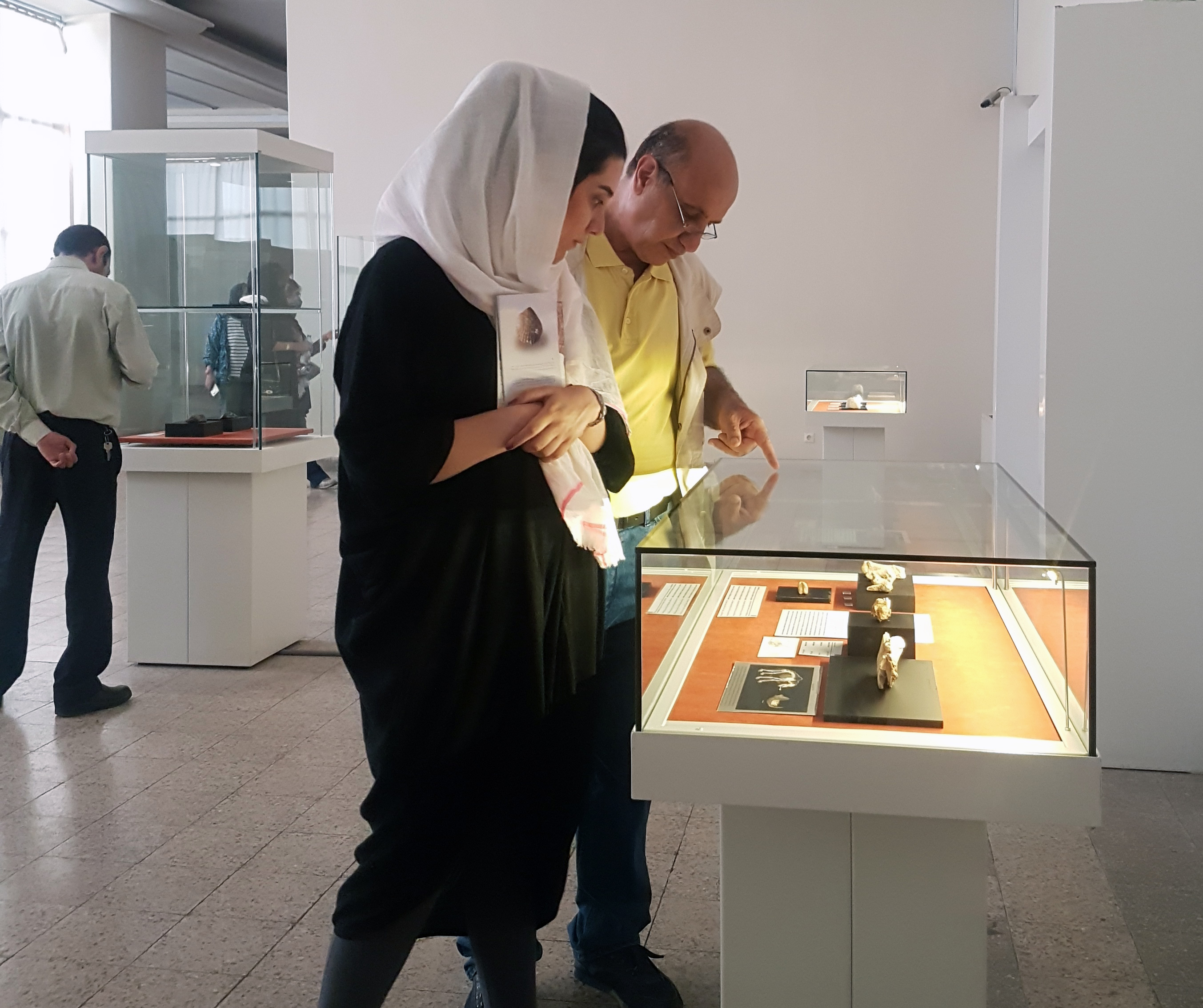
Lower Paleolithic fossils from Darband Cave, Paleolithic hall, National Museum of Iran

Die Darband-Höhle ist eine Höhle in der Provinz Gilan im westlichen Elburs-Gebirge. Sie enthält den ersten bekannten Nachweis für altpaläolithisches Höhlenleben im Iran.
Eine Sammlung von Steinartefakten und Fauna-Überresten wurde von einer Gruppe iranischer Archäologen vom Zentrum für altsteinzeitliche Forschung des Iranischen Nationalmuseums und ICHTO (Iran Cultural Heritage & Tourism Organization) von Gilan erfasst.